# L'Âge de glace 2 (bande originale)
Pour les articles homonymes, voir Âge de glace (homonymie).
Albums de John Powell
L'Âge de glace
(2002) L'Âge de glace 3
(2009)
Ice Age: The Meltdown - Original Motion Picture Soundtrack, est la bande originale distribué par Varese Sarabande, du film américain d'animation de Carlos Saldanha, L'Âge de glace 2, sortis en 2006.

## Liste des titres
Toute la musique est composée par John Powell, sauf indication contraire.
| 1.      | The Waterpark                              |                    | 2:24 |
| 2.      | The Vulture of Doom                        |                    | 1:19 |
| 3.      | Migration                                  |                    | 3:32 |
| 4.      | Call of the Mammoth                        |                    | 1:52 |
| 5.      | Sad Manny and the Possums                  |                    | 1:44 |
| 6.      | Manny and Ellie Meet                       |                    | 3:44 |
| 7.      | Traveling With Possums                     |                    | 2:00 |
| 8.      | 12 Ton Mammoth and a 10 Ton Possum         |                    | 1:55 |
| 9.      | Attack From Below the Ice                  |                    | 2:04 |
| 10.     | Extreme Possum                             |                    | 1:50 |
| 11.     | Who Will Join Me On the Dung Heap?         |                    | 0:44 |
| 12.     | Log Moving                                 |                    | 0:59 |
| 13.     | Ellie Remembers                            |                    | 2:41 |
| 14.     | Foggy Balance                              |                    | 3:53 |
| 15.     | Goodnight Sweet Possums                    |                    | 0:48 |
| 16.     | Kidnapped                                  |                    | 0:56 |
| 17.     | Sid’s Sing-A-Long                          |                    | 2:08 |
| 18.     | Food Glorious Food                         | Lionel Bart        | 1:34 |
| 19.     | The Boat and the Geysers                   |                    | 2:40 |
| 20.     | The Dam Breaks                             |                    | 1:54 |
| 21.     | Ellie Gets Trapped                         |                    | 0:32 |
| 22.     | Manny to the Rescue                        |                    | 2:08 |
| 23.     | Rescues All Round                          |                    | 3:05 |
| 24.     | Scrat to the Rescue                        |                    | 1:28 |
| 25.     | The Water Recedes                          |                    | 1:52 |
| 26.     | Mammoths                                   |                    | 1:24 |
| 27.     | With the Herd                              |                    | 0:25 |
| 28.     | Into the Sunset                            |                    | 3:00 |
| 29.     | The Pearly Gates (“Adagio” from Spartacus) | Aram Khatchaturian | 1:32 |
| 30.     | CPR                                        |                    | 0:14 |
| 31.     | Mini-Sloths Sing-A-Long                    |                    | 2:13 |
| 32.     | The Meltdown                               |                    | 4:24 |
| 1:02:58 |                                            |                    |      |

## Musiques additionnelles
- Outre les titres présents, sur l'album, on entend aussi durant le film les morceaux suivants [1] :
  - The Way You Look Tonight
    - Écrit par Dorothy Fields et Jerome Kern

  - For What It's Worth
    - Écrit par Stephen Stills

  - If You're Happy and You Know It
    - Musique traditionnelle

  - One
    - Écrit par Harry Nilsson

  - I Believe I Can Fly
    - Écrit par R. Kelly[2]